# Dorn (Bergisch Gladbach)
Dorn ist ein Ortsteil im Stadtteil Bärbroich von Bergisch Gladbach. 

## Geschichte
Bei der Ortschaft Dorn handelt es sich um eine frühneuzeitliche Siedlung, die im frühen 19. Jahrhundert zur Gemarkung Immekeppel gehörte. Im Urkataster wird sie als „Am Dorn“ südlich des Branderhofs erwähnt. Der Naturname Dorn leitet sich von dem althochdeutschen Dorn/thorn (= Dorn, Dornstrauch) ab. Als Flurname bezeichnet das Wort allgemein einen Dornstrauch, bzw. speziell den Weißdornstrauch.
Aus Carl Friedrich von Wiebekings Charte des Herzogthums Berg 1789 geht hervor, dass Dorn zu dieser Zeit Teil der Honschaft Immekeppel im Amt Porz war.
Dorn gehörte zum Sulserhof (Immekeppel) und musste sich demnach ursprünglich der Kirche in Refrath bedienen. Der Ort gehörte seit der Patronatsübernahme der Grafen von Berg zur Pfarre Bensberg.
Unter der französischen Verwaltung zwischen 1806 und 1813 wurde das Amt Porz aufgelöst und Dorn wurde politisch der Mairie Bensberg im Kanton Bensberg zugeordnet. 1816 wandelten die Preußen die Mairie zur Bürgermeisterei Bensberg im Kreis Mülheim am Rhein.
Der Ort ist auf der Topographischen Aufnahme der Rheinlande von 1824 ohne Namen und ab der Preußischen Uraufnahme von 1840 auf Messtischblättern regelmäßig als Dorn verzeichnet.
Aufgrund des Köln-Gesetzes wurde die Stadt Bensberg mit Wirkung zum 1. Januar 1975 mit Bergisch Gladbach zur Stadt Bergisch Gladbach zusammengeschlossen. Dabei wurde auch Dorn Teil von Bergisch Gladbach.
| Jahr | Einwohner | Wohn- gebäude | Kategorie  | Politische / kirchliche Zugehörigkeit                     |
| ---- | --------- | ------------- | ---------- | --------------------------------------------------------- |
| 1845 | 11        | 2             | Bauergüter | Bürgermeisterei Bensberg, Pfarre Immekeppel               |
| 1871 | 11        | 2             | Hofstelle  | Bürgermeisterei Bensberg                                  |
| 1885 | 6         | 2             | Wohnplatz  | Bürgermeisterei Bensberg, Kirchspiel Immekeppel           |
| 1895 | 17        | 3             | Wohnplatz  | Bürgermeisterei Bensberg, Kirchspiel Immekeppel           |
| 1905 | 12        | 3             | Wohnplatz  | Bürgermeisterei Immekeppel, katholische Pfarre Immekeppel |